# Henk Morsink

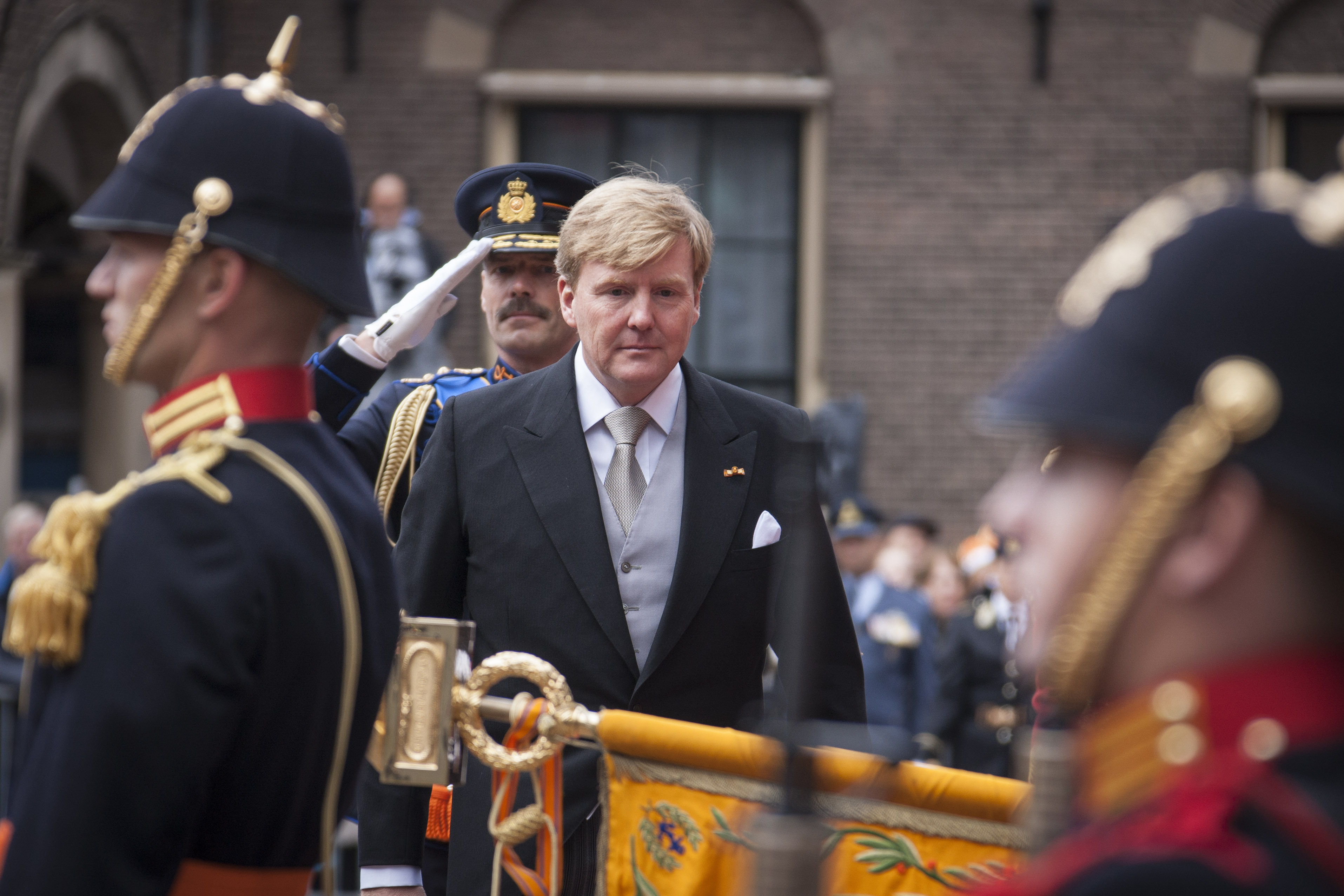
Henk Morsink achter Koning Willem-Alexander op Prinsjesdag 2013.

Henk Morsink (Enschede, 15 mei 1956) is een Nederlandse generaal-majoor der Cavalerie b.d. van de Koninklijke Landmacht en voormalig lokaal politicus.

## Militaire carrière
Morsink begon zijn militaire carrière in 1976 als cadet op de Koninklijke Militaire Academie in Breda. Na afronding van zijn opleiding vervulde hij commandofuncties op pelotons en eskadronsniveau evenals staffuncties binnen 101
Tankbataljon in Soesterberg. Deze periode werd gevolgd door de Hogere Militaire Vorming op de Hogere Krijgsschool in Den Haag.
Die opleiding rondde hij af in 1990 waarna hij als majoor de functie vervulde van Hoofd Operatiën bij 43 Gemechaniseerde Brigade in Havelte. Tijdens zijn plaatsing in Havelte volgde hij een studie Bestuurskunde aan de Universiteit Leiden. Deze studie moest hij in 1993 afbreken vanwege een missie. Hij werd uitgezonden naar centraal Bosnië, waar hij (tijdelijk in dienst bij het Ministerie van Buitenlandse Zaken, als diplomaat) als monitor voor de European Community Monitoring Mission (ECMM) verantwoordelijk was voor conflictbemiddeling op plaatselijk en regionaal niveau. Na terugkeer verhuisde hij naar Duitsland om daar tot 1995 de Duitse Generale Staf Opleiding aan de Führungs Akademie der Bundeswehr te Hamburg te volgen. Na de Führungs Akademie was hij als luitenant-kolonel verantwoordelijk voor materieel, infrastructuur en automatisering bij de Afdeling Plannen van de Landmachtstaf in Den Haag. Deze functie droeg hij in 1998 over aan zijn opvolger om vervolgens commandant te worden van 42 Tankbataljon, Regiment Huzaren Prins van Oranje te Havelte. Deze functie vervulde hij tot 2000. Hier fungeerde hij eerst als hoofd Legervoorlichting bij de Directie Voorlichting op het ministerie van Defensie en vervolgens, in de rang van kolonel, als chef Kabinet van de bevelhebber der Landstrijdkrachten.
In 2003 keerde hij terug naar Duitsland als Assistant Chief of Staff (ACOF) G5 (Plans & Policy) bij het NATO HRF HQ 1 GE/NL Corps. In februari 2006 volgde weer een uitzending, nu als commandant van de Nederlandse Deployment Task Force. In deze functie was hij belast met de voorbereidingen van de Nederlandse missie in Uruzgan in Zuid-Afghanistan. Hij bouwde met zijn eenheid in vier maanden Kamp Holland en legde de basis voor de Task Force Uruzgan.
Sinds 1 maart 2007 was Morsink geplaatst als sous chef Integrale plannen bij de Defensiestaf en werd hij bevorderd tot brigadegeneraal. Hij was in deze functie verantwoordelijk voor de integrale planning van alle activiteiten en projecten van Defensie. Sinds september 2008 nam hij deel aan de leergang Publiek Leiderschap van het ROI. Ook geeft hij regelmatig gastcolleges aan cursusklassen van het ROI en andere onderwijsinstellingen.
Morsink volgde op 1 januari 2009 luitenant-generaal André Blomjous op als chef van het Militaire Huis, tevens adjudant-generaal van de Koning(in). Hij werd bevorderd tot generaal-majoor. Op 1 januari 2014 is hij als Chef van het Militaire Huis opgevolgd door generaal-majoor der Fuseliers Hans van der Louw en is met functioneel leeftijdsontslag gegaan. Per 1 januari 2014 is hij door de koning benoemd tot adjudant-generaal in buitengewone dienst.
Per 1 januari 2015 is generaal-majoor b.d. Morsink Kanselier der Nederlandse Orden, tevens voorzitter van het Kapittel van de Militaire Willems-Orde.

## Lokale politiek
Eind 2013 stelde Henk Morsink zich kandidaat voor de gemeenteraad van Hellendoorn voor het CDA. Hij stond op de vierde plek van de kiezerslijst. Bij de gemeenteraadsverkiezingen op 19 maart 2014 werd Morsink met rond de 1200 voorkeurstemmen gekozen tot raadslid. Hij had tot 2018 zitting in de Hellendoornse raad.

## Onderscheidingen
- Erekruis in de Huisorde van Oranje
- Ereteken voor Verdienste in Goud
- Herinneringsmedaille Multinationale Vredesoperaties
- Herinneringsmedaille Vredesoperaties
- Officierskruis met cijfer XXV
- Inhuldigingsmedaille 2013
- Landmachtmedaille
- Vierdaagsekruis (5e deelname)
- Vaardigheidsmedaille van de Nederlandse Sport Federatie met cijfer 4
- TMTP kruis met cijfer 4
- Medal of the European Union Monitor Mission
- NAVO-medaille (Afghanistan)
- Grootkruis in de Orde voor Verdienste van Duitsland